# 1907 Rudneva
Rudneva (asteróide 1907) é um asteróide da cintura principal, a 2,4369555 UA. Possui uma excentricidade de 0,0426657 e um período orbital de 1 483,42 dias (4,06 anos).
Rudneva tem uma velocidade orbital média de 18,66812663 km/s e uma inclinação de 3,21418º.
Esse asteróide foi descoberto em 11 de Setembro de 1972 por Nikolai Chernykh.